# Кремовий зефір
Кремовий зефір, маршмелловий крем, зефірний крем (англ. marshmallow creme) — один з різновидів американських солодощів. Має дуже солодкий смак, кремовий за текстурою. Найближчий родич — маршмеллоу. Марка крему Marshmallow Fluff фірми Durkee-Mower, Inc використовується в Новій Англії для приготування «флаффернаттера» . До складу крему входять кукурудзяний сироп, цукровий сироп, ваніль та яєчні білки .

## Історія
«Маршмеллова паста» з рецептів кінця XIX століття має щільну консистенцію. Найперша згадка маршмеллового крему в американських куховарських книгах зустрічається в Fannie Farmer's Boston School Cook Book, надрукованій в 1896 році. У розділі книжки про начинки для торту дається рецепт маршмеллової пасти. У 1902 році в книжці Сари Тайсон Рорер Mrs. Rorer's New Cook Book описується рецепт «маршмеллової начинки».
Приблизно на початку XX століття, мешканець Сомервіля (Массачусетс і винахідник продукту Solo Marshmallow Creme Арчибальд Квері почав продавати свою версію крему від дверей до дверей. Він незабаром продав рецепт двом кондитерам з Лінн (Массачусетс), Х. Аллену Дерку і Фреду Мауеру, за $ 500. Продукт вперше з'явився на ринку в 1917 році в бляшанках під назвою Toot Sweet Marshmallow Fluff. У 1940-х крем почали продавати в скляній тарі, а назва змінилася на Marshmallow Fluff. Нині компанія Durkee-Mower є однією з трьох компаній в Північній Америці, яка виробляє кремовий зефір. Дві інші — компанія Kraft з Jet-Puffed Marshmallow Creme і компанія Solo Foods з Solo Marshmallow Creme.
«Fluff» належить до регіональних кулінарних традицій Північного Сходу США. Одна з популярних страв — флаффернаттер, бутерброд з Marshmallow Fluff і арахісовою пастою. Крім того, на банці з кремом надрукований ще один безпрограшний рецепт виготовлення шоколадного фаджу.
Як мінімум з 2006 року в Сомервіллі в Юніон-сквер проходить щорічний фестиваль What the Fluff?, що відзначає винахід Fluff Арчібальдом Квері . Традиційні заходи фестивалю включають науковий ярмарок, виставки, кулінарні конкурси та карнавальні ігри, такі як bean-bag toss, — все тематично пов'язане з кремом. 
Згідно зі статтею  The Boston Globe  2006 року, сенатор Массачусетс Джарретт Барріос запропонував ввести обмеження на кількість щотижневих порцій бутерброда флаффернаттер у вигляді поправки в законопроєкт щодо обмеження шкідливої їжі в школах. Пізніше пропозиція була відхилена. Також в 2006 році, Державний представник штату Кеті-Енн Райнштайн планувала подати законопроєкт, що надає флафернаттеру статус офіційного сендвіча Массачусетсу. Цей інцидент місцеві мешканці називають «The Great 2006 Kerfluffle».

## Натеф
Кремовий зефір — це також один із видів традиційних солодощів в арабській кухні, де вона називаються «безе з мильнянки», або «натеф» . Оригінальний рецепт готується на основі коренів  мильнянки лікарської або коренів алтеї лікарської (в англ. мові «маршмеллова рослина»), але сучасні комерційні версії практично ідентичні американському кремовому зефіру.